# Stazione di Seaford
La stazione di Seaford è una stazione ferroviaria, capolinea della ferrovia Lewes-Seaford, a servizio della cittadina di Seaford (nell'East Sussex).

## Storia
La London, Brighton & South Coast Railway aprì la stazione di Seaford il 1° giugno 1864. Era stata progettata come stazione passante per una proposta di estensione fino a Eastbourne che non fu mai costruita.
Un modello funzionante della stazione di Seaford, come appariva negli anni '20 del XX secolo, è esposto al Seaford Museum.

## Strutture e impianti
Sia la linea che porta alla stazione che la stessa stazione sono state ridotte a un solo binario.
Tuttavia, in stazione l'unico binario ancora in esercizio è rimasto numerato come binario 2. Qui, benché il sedime del binario 1 sia ancora visibile, il binario è stato rimosso.
In fondo alla stazione c'era una cabina di segnalazione utilizzata fino alla metà degli anni '80 del XX secolo.
La cabina è stata danneggiata dall'aria salata proveniente dal vicino mare ed era pericolosamente instabile, pertanto la cabina di segnalazione di Seaford è stata demolita nel febbraio 2002.

## Movimento
Tutti i servizi a Seaford sono gestiti da Southern.